# Puppis Pikes
Puppis Pikes är en bergstopp i Antarktis. Den ligger i Västantarktis. Argentina, Chile och Storbritannien gör anspråk på området. Toppen på Puppis Pikes är 1 254 meter över havet.
Terrängen runt Puppis Pikes är huvudsakligen platt, men västerut är den kuperad. Trakten är obefolkad. Det finns inga samhällen i närheten.